# سوسمارماهی هندی
سوسمارماهی هندی (نام علمی: Synodus indicus) نام یک گونه از تیره سوسمارماهیان است.